# ان غار
ان غار (به عربی: إن غار) یک شهرداری در الجزایر است که در استان تمنراست واقع شده‌است. ان غار ۲۸٬۹۶۹ کیلومتر مربع مساحت و ۱۱٬۲۲۵ نفر جمعیت دارد و ۲۵۸ متر بالاتر از سطح دریا واقع شده‌است.